# Церква Святої Великомучениці Параскеви (Пужники)
Церква Святої Великомучениці Параскеви в Пужниках — парафія і храм Івано-Франківської єпархії Православної церкви України в селі Пужниках Тлумацької громади Івано-Франківського району Івано-Франківської области України.

## Відомості
- 1894 — завершено будівництво дерев'яної церкви, яку освячено того ж року.
- 1828 — збудовано дерев'яний парафіяльний будинок.
- 1906—1907 — розпис (втрачений) храму виконав художник Модест Сосенко[1].
- 1922 — здійснено реставрацію, замінено стару дерев'яну церкву з такою ж назвою, збудовану в 1816 році.

Кількість парафіян: 1886 — 1.010, 1896 — 1.142, 1906 — 1.240, 1914 — 1.304, 1927 — 1.400, 1938 — 1.620.

## Парохи
- о. Микола Совяковський (1883—1916+),
- о. Антін Яворський (1920—[1938]),
- о. Володимир Калинюк — нині[2].